# Buena Vista, Morelos
Buena Vista är en ort i Mexiko.   Den ligger i kommunen Ayala och delstaten Morelos, i den sydöstra delen av landet, 80 km söder om huvudstaden Mexico City. Buena Vista ligger 1 139 meter över havet och antalet invånare är 363.
Terrängen runt Buena Vista är kuperad åt sydväst, men åt nordost är den platt. Runt Buena Vista är det ganska tätbefolkat, med 239 invånare per kvadratkilometer. Närmaste större samhälle är Cuautla Morelos, 11,5 km norr om Buena Vista. Omgivningarna runt Buena Vista är en mosaik av jordbruksmark och naturlig växtlighet.